# Antoni Lichomanow
Antoni Lichomanow, również jako Anton Lichomanow i Antoni Lichomanov – polski pianista, kameralista i pedagog.
Absolwent Akademii Muzycznej im. Fryderyka Chopina w Warszawie (fortepian w klasie prof. Marii Szraiber i kameralistyka w klasie prof. Krystyny Makowskiej-Ławrynowicz). Od 2001 zatrudniony na Uniwersytecie Muzycznym Fryderyka Chopina. Pracuje również w Zespole Państwowych Szkół Muzycznych nr 1 w Warszawie. Doktor sztuki - tytuł uzyskał na Akademii Muzycznej im. Karola Szymanowskiego w Katowicach w 2017.
W 2003 jako jeden z solistów wziął udział w nagraniu płyty Musica Polonia Nova 1-3, Warsaw Composers (Acte Prėalable) nominowanej do Nagrody Muzycznej Fryderyk 2004 w dwu kategoriach: Album Roku Muzyka Współczesna oraz Album Roku Najwybitniejsze Nagranie Muzyki Polskiej. W 2008 w wydawnictwie Sarton nagrał dwie płyty w duecie z pianistką Romą Orłowską: Rachmaninow, Glinka Borodin, Cui, Rimski-Korsakow, Ladow - Russian Piano Duets oraz Ravel, Debussy, Milhaud - Vademecum francuskiego duetu fortepianowego. W 2024 nominowany do Nagrody Muzycznej Fryderyk w kategorii Album Roku Muzyka Kameralna – Wokalna za płytę Vocal Music by Romuald Twardowski (Sarton) nagraną ze śpiewaczką Dorotą Całek.
W 2020 otrzymał odznakę honorową „Zasłużony dla Kultury Polskiej”.